# Quercus vulcanica
Quercus vulcanica es una especie arbórea de la familia de las fagáceas. Está clasificada en la Sección Mesobalanus, el roble húngaro y sus parientes de Europa y Asia. Tiene los estilos largos; las bellotas maduran en unos 6 meses y tiene el sabor amargo, el interior de bellota tiene pelo. La sección Mesobalanus está estrechamente relacionada con la sección Quercus y, a veces, está incluida en la misma.

## Distribución
Es nativo y endémico de Anatolia, entre Siria y Turquía. 

## Descripción
Es un gran roble caducifolio que alcanza hasta un tamaño de 25 metros o más de altura. Las hojas en un tallo de 3,5 cm de largo, obovadas a 17 cm de largo y 10 cm de ancho. Las hojas tienen unos cortes profundos, a veces casi hasta el nervio medio con un máximo de siete lóbulos a cada lado, cada uno de ellos a menudo con lóbulos secundarios más pequeños. Son de color verde oscuro por encima, más pálidas y finamente peludas por debajo y se vuelven amarillas cuando llega el otoño. Las bellotas son cilíndricas a ovoides, de 3,5 cm de largo y maduran en el primer año, sésiles o en un tallo corto.

## Hábitat
Su área de distribución natural es en los bosques de montaña a unos 1.500 metros y superiores, donde crece junto con el Cedrus libani.

## Taxonomía
Quercus vulcanica fue descrita por Boiss. & Heldr. ex Kotschy y publicado en Die Eichen Europa's und des Orient's t. 18. 1860.
Etimología
Quercus: nombre genérico del latín que designaba igualmente al roble y a la encina.
vulcanica: epíteto latíno que significa "volcánico".